# 张楀
张楀（1973年—），重庆市人，苗族，中华人民共和国政治人物、第十二届全国人民代表大会重庆地区代表。
毕业于四川广播电视大学市场营销。2013年，担任全国人大代表。